# 刘晓翠
刘晓翠（1973年—），甘肃武威人，汉族，中华人民共和国政治人物、第十二届全国人民代表大会解放军代表。
毕业于解放军艺术学院中国语言文学艺术专业。加入中国共产党。担任广州军区政治部战士文工团三队队长。2008年起担任全国人大代表。2013年，担任全国人大代表。